# GIFT北九州
『GIFT北九州』（ぎふときたきゅうしゅう）は、2020年4月からTVQ九州放送（テレQ）で放送されていた北九州市の広報番組である。

## 概要
北九州市の広報番組として2020年4月から2021年3月まで放送されていた。過去の放送は、北九州市の公式YouTubeチャンネル「KitakyuMovieChannel」で動画配信されている。
この番組は、北九州をもっと好きになる贈り物のような情報や、北九州に生まれた天賦の才能を「ギフト」と捉え、自然、街並み、モノづくり、祭り、伝統芸能、文化、習慣、郷土料理、グルメなど、“北九州市らしい愛すべきもの”を「ギフト」として取り上げている。

## 出演者
ナレーション
- BUTCH

福岡県を拠点に俳優、DJ、パーソナリティ、ローカルタレントと幅広く活動中。この番組ではナレーションとして、北九州を旅する目線で感想やコメントを中心にしたナレーションを担当している。

## テーマソング
テーマソングは北九州市にゆかりのある作曲者、奏者を起用している。
作曲
- 末松孝久

北九州市生まれ、在住。作・編曲者で、アーティストのプロデュースも手掛ける。テレビCM、よさこい音楽などジャンルを問わず幅広く活動。
サックス奏者
- 田部俊彦

北九州市生まれ、在住。これまで、小倉を拠点に九州・中国・四国で演奏活動を行い、国内外の多くのミュージシャンと共演を重ねてきた。現在は、ライブハウス「ビッグバンド」を経営し、活動の拠点としている。

## 制作体制
- 企画：北九州市（担当：広報室広報課）
- 制作協力：映像BOX
- 製作著作：テレQ

## 放送テーマ
テーマは各回ごとに異なっており、連続性はない。
放送後は北九州市公式YouTubeチャンネル「KitakyuMovieChannnel」 - YouTubeチャンネルで公開されている。
- 第1回（2020年4月7日）：夜の宝石箱　夜景のまち北九州
- 第2回（2020年4月14日）：真っ赤な甘露　若松水切りトマト
- 第3回（2020年4月21日）：時を超え歴史が息づく　長崎街道 小倉－黒崎
- 第4回（2020年4月28日）：悠久の時を巡る　長崎街道 黒崎－木屋瀬
- 第5回（2020年5月5日）：響灘の恵み　岩屋あかもく
- 第6回（2020年5月12日）：新型コロナウイルス対応　メッセージ編
- 第7回（2020年5月19日）：北九州ならでは　超難読地名
- 第8回（2020年5月26日）：街なかアート　北九州近代建築
- 第9回（2020年6月2日）：歴史の水路　堀川運河
- 第10回（2020年6月9日）：景勝の宝庫　若松北海岸
- 第11回（2020年6月16日）：明治を駆けた　九州鉄道大蔵線の記憶
- 第12回（2020年6月23日）：選べる楽しさ　関門海峡の道
- 第13回（2020年6月30日）：初夏を彩る　高塔山のあじさい
- 第14回（2020年7月7日）：鉄都の遺産　鉱滓煉瓦建築
- 第15回（2020年7月14日）：緑さす散歩道　夜宮公園
- 第16回（2020年7月21日）：甘さ女王級！　小玉スイカ 若松クィーン
- 第17回（2020年7月28日）：郷土の誇り　北九州の夏祭り
- 第18回（2020年8月4日）：大地の神秘　千仏鍾乳洞
- 第19回（2020年8月11日）：たたみかける涼感　七重の滝
- 第20回（2020年8月18日）：潮流が鍛えた食感　関門海峡たこ
- 第21回（2020年8月25日）：蛇口から名水！　北九州のおいしい水
- 第22回（2020年9月1日）：茜色に染まる　北九州夕焼け散歩
- 第23回（2020年9月8日）：今もなお　街にまつわる　久女の句
- 第24回（2020年9月15日）：幻のブランド牛　小倉牛
- 第25回（2020年9月22日）：街のエネルギー源　おはぎ・ぼた餅
- 第26回（2020年9月29日）：緑に抱かれる休日　足立の森
- 第27回（2020年10月6日）：文豪が歩いた道　森鷗外 街の記憶
- 第28回（2020年10月13日）：潮風に乗って　和布刈めぐり
- 第29回（2020年10月20日）：上ってよし 眺めてよし　名のある坂道
- 第30回（2020年10月27日）：天高く風遥かなる　秋の平尾台
- 第31回（2020年11月3日）：時代を超えて愛される　小倉昭和館
- 第32回（2020年11月10日）：秋色いろいろ 飽きしらず　秋のグリーンパーク
- 第33回（2020年11月17日）：石炭に沸いた港町　若松南海岸
- 第34回（2020年11月24日）：屈指の景勝スポット　皿倉八景
- 第35回（2020年12月1日）：街を、心を明るくする　小倉イルミネーション
- 第36回（2020年12月8日）：情熱が輝かす美しさ　北九州のシクラメン
- 第37回（2020年12月15日）：希少生物の宝庫　曽根干潟
- 第38回（2020年12月22日）：森の中の産業遺産　河内貯水池
- 第39回（2020年12月29日）：織りなして、織りまぜて　北九州しましま模様
- 第40回（2021年1月5日）：刻まれし剣豪の記憶　武蔵と小次郎
- 第41回（2021年1月12日）：恵みを連れて吹き寄せる　響灘の潮風
- 第42回（2021年1月19日）：伝統を守り進化する　北九州ぬか文化
- 第43回（2021年1月26日）：肉厚でプリップリ！　豊前海一粒かき
- 第44回（2021年2月2日）：船上の技術が冴える！　藍の鰆
- 第45回（2021年2月9日）：足立山に残る伝説　和気清麻呂
- 第46回（2021年2月16日）：この街の元気の象徴　北九州マラソンの風景
- 第47回（2021年2月23日）：豊前と筑前　まちを走る国境
- 第48回（2021年3月2日）：親しみやすくて力強い　北九州の方言“ちゃ”
- 第49回（2021年3月9日）：美観？奇岩？名産？　春を誘う梅づくし
- 第50回（2021年3月16日）：待ち時間を旅する　門司港駅タイムトリップ
- 第51回（2021年3月23日）：世界を魅了する絶景　河内藤園
- 第52回（2021年3月30日）：奏であう、響きあう　かけがえのない贈り物